# هشت‌بندی
هشت‌بندی، شهری در بخش توکهور شهرستان میناب در استان هرمزگان ایران است. این شهر، مرکز بخش توکهور است.

## جمعیت
بر پایه سرشماری عمومی نفوس و مسکن در سال ۱۳۹۵، جمعیت شهر هشت‌بندی برابر با ۶٬۷۱۸ نفر (۱٬۷۱۰ خانوار) می‌باشد.